# Michael Sullivan
Michael Sullivan (n. 6 decembrie 1942, Exeter, Anglia, Regatul Unit) este un trăgător de tir ce a reprezentat Marea Britanie la Jocurile Olimpice, medaliat olimpic. A participat la o ediție a Jocurilor Olimpice (1984) în care a câștigat o medalie de bronz.

## Participări
Lista de mai jos prezintă principalele competiții la care a participat Michael Sullivan de-a lungul carierei.
- shooting at the 1984 Summer Olympics – men's 50 metre rifle, prone[*]